# 대욱진
대욱진(大勗进, ?~?)은 발해의 왕제이다.

## 생애
739년, 발해의 사신으로 당나라에 파견되어  좌무위대장군원외치동정(左武衛大將軍員外置同正)의 직위를 받았다.